# Stazione di Pratovecchio
La stazione di Pratovecchio è una stazione ferroviaria di Pratovecchio Stia, in provincia di Arezzo. Si trova lungo la ferrovia Arezzo-Stia, gestita da La Ferroviaria Italiana (LFI).